# Holden (cratera marciana)
Holden é uma cratera medindo 140 km de diâmetro em Marte, localizada nas terras altas do sul. Seu nome vem de Edward Singleton Holden, um astrônomo americano, e fundador da Sociedade Astronômica do Pacífico.
Tal como a cratera Gusev, esta é notável pelo seu canal de escape, Uzboi Vallis, que corre em sua direção, e por muitas formações que parecem ter sido criadas por água corrente.
A borda da cratera é atravessada por voçorocas, e na terminação de algumas voçorocas se situam alguns depósitos em forma de leque de materiais transportados por água. A cratera é de grande interesse para os cientistas porque ela possui alguns dos depósitos lacustres mais expostos.  Foi descoberto pela Mars Reconnaissance Orbiter que uma camada contém minerais argilosos. 
Argilas se formam apenas na presença de água. Acredita-se que uma grande quantidade de água fluiu através dessa área; um curso foi gerado por um corpo de água maior que o Lago Huron na Terra.  Holden é uma cratera antiga, contendo várias crateras menores, muitas das quais soterradas por sedimentos.
A cratera Holden é um local proposto para a aterrissagem da sonda da NASA Mars Science Laboratory.  Logo a nordeste da cratera Holden se encontra a cratera Eberswalde, que contém um grande delta.

## Mars Science Laboratory
Vários sítios no quadrângulo de Margaritifer Sinus foram propostos como áreas para o envio do próximo veículo da NASA, o Mars Science Laboratory. A cratera Holden ficou entre os quatro primeiros locais selecionados.  Acredita-se que a cratera Holden abrigou um lago no passado.
O objetivo da Mars Science Laboratory é procurar por antigos sinais de vida. Espera-se que uma missão posterior possa então retornar amostras de locais que a Mars Science Laboratory tiver identificado como possíveis sítios contendo antigos vestígios de vida. Para trazer a sonda à terra com segurança, um círculo plano, suave, medindo 19,31 km de largura será necessário. Geólogos esperam examinar locais onde a água formara lagoas.  Eles gostariam de examinar camadas sedimentares.